# Wolf 359
Coordonate:  10h 56m 28.99s, +07° 00′ 52″
Wolf 359 este o stea din constelația Leul.  Este una dintre cele mai apropiate stele față de Sistemul Solar, doar sistemul Alpha Centauri (inclusiv Proxima Centauri) și Steaua lui Barnard sunt cunoscute a fi mai aproape. Apropierea sa, la o distanță de aproximativ 7,8 ani-lumină de Pământ, a făcut ca această stea să fie menționată în numeroase lucrări de ficțiune.

Are o magnitudine aparentă de 13,54 și nu poate fi văzută decât cu un telescop mare. Vârsta sa este estimată la cel puțin un miliard de ani.

Are o masă de 0,09 M☉ (masa Soarelui).

## Observații
Mișcarea proprie a stelei  a fost măsurată, pentru prima oară, în 1917 de către astronomul german Max Wolf. Observațiile sale au fost publicate în 1919 în Catalogul Wolf, unde el a clasat-o pe poziția a 359-a.. Puternica mișcare proprie a stelei a suscitat atenția astronomilor, întrucât mișcarea proprie a acesteia poate indica faptul că ar putea fi situată în apropierea Sistemului nostru Solar. Este steaua cea mai puțin masivă dintre stelele cunoscute până la descoperirea stelei VB 10 în 1944.